# Udo von Mohrenschildt
Udo von Mohrenschildt (* 3. November 1908 in Dresden; † 22. Juni 1984 in Ottmanach bei Klagenfurt in Kärnten/Österreich) war ein deutscher Journalist.

## Leben und Wirken

### Jugend und Ausbildung
Udo von Mohrenschildt entstammte der baltischen Adelsfamilie von Mohrenschildt. Sein Vater war der Landwirt und Gutsherr Walter Constantin von Mohrenschildt, der 1879 in Haiba in Estland geboren wurde und 1947 in Dresden starb. Sein jüngerer Bruder war der spätere SA-Führer Walter von Mohrenschildt. Nach seinem Studium begann Udo von Mohrenschildt als Journalist in Berlin zu arbeiten.
Noch während seines Studiums kam Mohrenschildt mit der nationalsozialistischen Bewegung in Kontakt. Zum 1. Januar 1931 trat er der NSDAP (Mitgliedsnummer 394.185) und der SS bei. Am 7. April 1931 wurde Mohrenschildt, der damals in der Grolmannstraße 19 lebte, aus unbekannten Gründen aus der NSDAP ausgeschlossen. Nach der Feststellung seiner Zugehörigkeit zur SS wurde diese Entscheidung mit Beschluss des Obersten Parteigerichts vom 7. Juli 1931 zurückgenommen. Das Angebot Reinhard Heydrichs, in dessen Stab einzutreten, will Mohrenschildt damals jedoch abgelehnt haben.

### Zeit des Nationalsozialismus
1931 erhielt Mohrenschildt eine Stellung als Redakteur im Wolffschen Telegraphen Bureau (W.T.B.). Nach dem Machtantritt der Nationalsozialisten im Frühjahr 1933 wurde Mohrenschildt als Schriftleiter in das neugegründete Deutsche Nachrichtenbüro (DNB) aufgenommen, der staatlichen Nachrichtenagentur des Deutschen Reiches, in der das W.T.B. aufgegangen war.
Eigenen Angaben zufolge war Mohrenschildt im Juni/Juli 1934 im Zuge der Röhm-Affäre zur Ermordung vorgesehen, der unter anderem sein jüngerer Bruder Walter zum Opfer fiel. Er soll überlebt haben, da er sich zu dieser Zeit als Korrespondent des DNB in Rom aufhielt. Am 1. Juli 1934 wurde er auf Anweisung des Reichsministeriums für Volksaufklärung und Propaganda fristlos aus dem DNB entlassen. In dieser Zeit stand er in engem Kontakt mit der Gutsbesitzerfamilie Bockelmann in Ottmanach in Kärnten, bei denen er zeitweilig Aufnahme fand. Rudolf Bockelmann, der Vater des späteren Sängers Udo Jürgens, war dort von 1938 bis 1945 Bürgermeister.
Nach seiner Rehabilitierung war Mohrenschildt vom Jahreswechsel 1934/35 an erneut beim DNB als Journalist tätig.

### Nachkriegszeit
Im Jahr 1948 sollte Mohrenschildt beim Hamburger Abendblatt als Nachrichtenredakteur angestellt werden. Diese Anstellung kam nicht zustande, da Mohrenschildt zu diesem Zeitpunkt noch nicht entnazifiziert war. Über seine weitere Tätigkeit bis zu seinem Tod 1984 ist nichts bekannt.
In den 1970er Jahren berief ein Forscherkreis um Walther Hofer, Pierre Grégoire und Edouard Calic sich auf Mohrenschildt als Kronzeugen für ihre These der Verantwortung der Nationalsozialisten für die Inbrandsetzung des Reichstagsgebäudes im Jahr 1933. In den Veröffentlichungen der Forschergruppe wurde wiederholt auf einen Hofer vorliegenden Bericht Mohrenschildts vom Mai 1976 rekurriert, in dem dieser bezeugt, sein Bruder Walter, 1933 bis 1934 Adjutant des SA-Gruppenführers von Berlin, Karl Ernst, habe ihm damals vertraulich mitgeteilt, dass Ernst den Reichstag in Brand gesteckt habe. Vertreter der Alleintäterthese wie Hans Mommsen, Fritz Tobias und Uwe Backes, die bezüglich des Reichstagsbrandes von einer alleinigen Täterschaft des Niederländers Marinus van der Lubbe ausgehen, bemängelten, dass Hofer die Mohrenschildt-Aufzeichnungen niemandem außerhalb seiner Forschergruppe zur Prüfung vorgelegt habe, und vermerkten zudem kritisch, dass diese Aufzeichnungen auffälligerweise erst nach dem Ableben Mohrenschildts von der Hofer-Gruppe in ihren Publikationen verwertet wurden.

### Privates
Mohrenschildt war in erster Ehe mit Ursula Johanna Anna von Mohrenschildt, geborene Eyser (geboren 1915 in Berlin, gestorben 1978 in Windhoek/Südwestafrika), verheiratet, mit der er einen Sohn hatte, Hasso Walter (geboren 1936 in Berlin, gestorben 1996 in Montréal/Kanada).
In zweiter Ehe war er mit der Schauspielerin, Rundfunksprecherin und Kinderbuchautorin Annelie(se) von Mohrenschildt, geb. Mielentz (1919–2011), verheiratet und lebte mit ihr im Großherzogtum Luxemburg, wo sie bei Radio Luxemburg arbeitete, ehe sie sich in den 1970er Jahren in Kärnten niederließen, wo Mohrenschildt bereits in den 1930er Jahren gelebt hatte.

## Archivalien
- Parteikorrespondenz zu Mohrenschildt (Bundesarchiv: Bestand PK, Film I 123 "Mohr, Wilhelm – Moitzi, Josef", Bilder 499–510).
- Unterlagen zu Mohrenschildt beim Obersten Parteigericht der NSDAP (Bundesarchiv: Bestand OPG, Film G 88 "Mohr, Johann, Molks, Fritz", Bilder 1301–1312).